# KAJOTbet Hockey Games 2013 (srpen)
KAJOTbet Hockey Games 2013 byl turnaj v rámci série Euro Hockey Tour 2013/2014, který se konal od 29. srpna do 1. září 2013. Zápas mezi Ruskem a Švédskem se uskutečnil ve Sportovním komplexu Jubilejnyj v ruském Petrohradě, ostatní zápasy se uskutečnily v pardubické ČEZ Areně. Vítězem turnaje se stala reprezentace Finska.

## Tabulka
| Poř. | Tým     | Z | V | VP | PP | P | VG | OG | B |
| ---- | ------- | - | - | -- | -- | - | -- | -- | - |
| 1.   | Finsko  | 3 | 3 | 0  | 0  | 0 | 10 | 1  | 9 |
| 2.   | Rusko   | 3 | 1 | 0  | 0  | 2 | 3  | 4  | 3 |
| 3.   | Švédsko | 3 | 1 | 0  | 0  | 2 | 3  | 7  | 3 |
| 4.   | Česko   | 3 | 1 | 0  | 0  | 2 | 3  | 7  | 3 |

Z = Odehrané zápasy; V = Výhry; VP = Výhry v prodloužení/nájezdech; PP = Prohry v prodloužení/nájezdech; VG = vstřelené góly; OG = obdržené góly; B = Body

## Zápasy
| 29. srpna 2013 17:00 SEČ | Finsko | 3:1 (1:0, 2:0, 0:1) | Česko | Pardubice, ČEZ Arena Návštěvnost: 4 360 |  |

| Report                                                        |                                                               |          |                    |                          |
| Atte Engren                                                   | Atte Engren                                                   | Brankáři | Alexander Salák    | Rozhodčí: Bulanov Olenin |
| Jori Lehterä 17:09' Pekka Jormakka 25:51' Jori Lehterä 29:18' | Jori Lehterä 17:09' Pekka Jormakka 25:51' Jori Lehterä 29:18' |          | Zbyněk Irgl 52:29' | Rozhodčí: Bulanov Olenin |
| 16 min                                                        | 16 min                                                        | Tresty   | 6 min              | Rozhodčí: Bulanov Olenin |
| 18                                                            | 18                                                            | Střely   | 45                 | Rozhodčí: Bulanov Olenin |

| 29. srpna 2013 17:30 SEČ | Rusko | 2:0 (0:0, 0:0, 2:0) | Švédsko | Sportovní komplex Jubilejnyj, Petrohrad Návštěvnost: 12 300 |  |

| Report                                       |                  |          |                 |                           |
| Vasilij Košečkin                             | Vasilij Košečkin | Brankáři | Henrik Karlsson | Rozhodčí: Boman Kaukokari |
| Jevgenij Kuzněcov 47:09' Jegor Averin 59:11' |                  |          |                 | Rozhodčí: Boman Kaukokari |
| 10 min                                       | 10 min           | Tresty   | 12 min          | Rozhodčí: Boman Kaukokari |
| 33                                           | 33               | Střely   | 21              | Rozhodčí: Boman Kaukokari |

| 31. srpna 2013 13:00 SEČ | Rusko | 0:2 (0:1, 0:1, 0:0) | Finsko | Pardubice, ČEZ Arena Návštěvnost: 2 405 |  |

| Report            |                   |          |                                              |                       |
| Stanislav Galimov | Stanislav Galimov | Brankáři | Mikko Koskinen                               | Rozhodčí: Fraňo Hodek |
|                   |                   |          | Sakari Salminen 07:17' Pekka Jormakka 29:04' | Rozhodčí: Fraňo Hodek |
| 12 min            | 12 min            | Tresty   | 22 min                                       | Rozhodčí: Fraňo Hodek |
| 17                | 17                | Střely   | 23                                           | Rozhodčí: Fraňo Hodek |

| 31. srpna 2013 17:00 SEČ | Česko | 0:3 (0:2, 0:0, 0:1) | Švédsko | Pardubice, ČEZ Arena Návštěvnost: 4 518 |  |

| Report      |             |          |                                                           |                          |
| Jakub Kovář | Jakub Kovář | Brankáři | Henrik Karlsson                                           | Rozhodčí: Bulanov Olenin |
|             |             |          | Per Åslund 10:37' Per Åslund 16:26' Niklas Persson 58:17' | Rozhodčí: Bulanov Olenin |
| 6 min       | 6 min       | Tresty   | 6 min                                                     | Rozhodčí: Bulanov Olenin |
| 41          | 41          | Střely   | 25                                                        | Rozhodčí: Bulanov Olenin |

| 1. září 2013 13:00 SEČ | Švédsko | 0:5 (0:1, 0:3, 0:1) | Finsko | Pardubice, ČEZ Arena Návštěvnost: 3 757 |  |

| Report        |               |          | |                          |
| Linus Ullmark | Linus Ullmark | Brankáři | Atte Engren                                                                                           | Rozhodčí: Jeřábek Hribik |
|               |               |          | Leo Komarov 10:31' Oskar Osala 21:39' Sakari Salminen 33:31' Pekka Jormakka 37:15' Oskar Osala 58:58' | Rozhodčí: Jeřábek Hribik |
| 15 min        | 15 min        | Tresty   | 15 min                                                                                                | Rozhodčí: Jeřábek Hribik |
| 25            | 25            | Střely   | 31 | Rozhodčí: Jeřábek Hribik |

| 1. září 2013 18:00 SEČ | Česko | 2:1 (0:0, 1:1, 1:0) | Rusko | Pardubice, ČEZ Arena Návštěvnost: 7 315 |  |

| Report                                        |                                               |          |                     |                              |
| Jakub Kovář                                   | Jakub Kovář                                   | Brankáři | Vasilij Košečkin    | Rozhodčí: Johansson Sjöqvist |
| Roman Červenka 23:35' Jakub Petružálek 53:15' | Roman Červenka 23:35' Jakub Petružálek 53:15' |          | Jegor Averin 39:45' | Rozhodčí: Johansson Sjöqvist |
| 10 min                                        | 10 min                                        | Tresty   | 10 min              | Rozhodčí: Johansson Sjöqvist |
| 31                                            | 31                                            | Střely   | 21                  | Rozhodčí: Johansson Sjöqvist |